# 484 a. C.
El año 484 a. C. fue un año del calendario romano prejuliano. En el Imperio romano se conocía como el Año del consulado de Mamerco y Vibulano (o menos frecuentemente, año 270 Ab urbe condita).

## Acontecimientos
- Esquilo, dramaturgo ateniense, ganador con su tragedia, Las euménides en el festival de las Dionisias de Atenas.
- Jerjes I de Persia saquea Babilonia.
- Derrota del cónsul Lucio Emilio Mamerco frente a las puertas de la capital volsca, Ancio.
- Agresiva campaña de Gelón para el dominio de Sicilia.
- Camarina es asolada por el tirano siciliano Gelón, y su población esclavizada.

## Nacimientos
- Heródoto, historiador griego (fecha aproximada; m. 425 a. C.).
- Aqueo de Eretria

## Fallecimientos
- Heráclito de Éfeso, filósofo griego.
- Zópiro